# Gilde van Molenaars
Het Gilde van Molenaars (tot december 2022 Het Gilde van Vrijwillige Molenaars) is een Nederlandse vereniging van (vrijwillige) molenaars opgericht in 1972, en gevestigd te Amsterdam. De kernactiviteit is de opleiding tot (vrijwillig) molenaar, waarvan er in 2010 zo'n 1500 een diploma hadden gehaald.
Deze vereniging wil het belang van de molens in Nederland te dienen door: 
- een opleiding voor (vrijwillig) molenaar te verzorgen voor haar leden,
- in goede staat verkerende doch buiten bedrijf zijnde molens te laten draaien, en
- het behartigen van de belangen van hen, die deze opleiding volgen.

De opleiding tot (vrijwillig) molenaar is bedoeld voor personen, die na voltooiing van de opleiding met bepaalde molens willen gaan malen of reeds op bepaalde molens werkzaam zijn.
De door het Gilde opgeleide molenaars worden na het met goed gevolg afleggen van het door het Gilde afgenomen provinciaal toelatingsexamen geëxamineerd door de Vereniging De Hollandsche Molen. Met het diploma van de Vereniging De Hollandse Molen mag op alle molens in Nederland gemalen worden.

## Geschiedenis
Het Gilde is op 15 april 1972 door enkele enthousiaste molenaars opgericht om de Nederlandse molens draaiende te houden. 
Een van de oprichters en de eerste voorzitter van het gilde was Dick Prins van de korenmolen De Eersteling in Hoofddorp. Een van de andere oprichters en in 1972 en 1973 de tweede voorzitter was Eric Zwijnenberg, zelf eigenaar van en molenaar op de Wimmenumer Molen. 
Zwijnenberg was de eerste, die een molenaarsdiploma dat door het Gilde werd uitgereikt in 1972. In 1984 werd de 500ste diploma uitgereikt door Prins Claus, en in 1997 werd het 800ste diploma uitgereikt.
Sinds 1997 verzorgt het Gilde ook een opleiding tot molenaar van een watermolen.